# حثل عضلة القلب
حثل عضلة القلب (بالإنجليزية: Myocardiodystrophy)‏ هو أحد أنواع أمراض القلب الالتهابية التي تؤثر على عضلة القلب، وتتمثل أعراض هذا المرض في الشعور بألم في القلب يحدث في الصباح ولا يتوقف حتى مع العلاجات التقليدية بالنيتروغليسرين، مع غيرها من حالات اضطرابات ضربات القلب وضيق النفس وأنواع مختلفة من قصور القلب.

## مسببات المرض
هناك أسباب متعددة لحثل عضلة القلب، فمثلاً قد يتسبب السُكْر في هذه الحالة، ويزداد الأمر سوءًا إذا استمر الشخص في تناول الكحول لفترة طويلة من الزمن، وأيضاً قد تتسبب بعض أنواع السمنة المختلفة في هذا المرض مع غيرها من أمراض الغدد الصماء والعدوى وأنواع مختلفة من أمراض الجهاز العصبي.

## كتابات أخرى
- Gnatiuk MS, Slivka IuI, Gnatiuk LA (1998). "[Secretory activity of atrial cardiomyocytes in adrenaline myocardiodystrophy]". Patologicheskaia Fiziologiia I Èksperimental'naia Terapiia (بالروسية) (2): 36–7. PMID:9633198.{{استشهاد بدورية محكمة}}:  صيانة الاستشهاد: أسماء متعددة: قائمة المؤلفين (link)
- Temirova KV, Kurlygina LA, Zavodskaia IS, Novikova NA (September-1976). "[Energy metabolism and myocardial function in myocardiodystrophy]". Kardiologiia (بالروسية). 16 (9): 98–102. PMID:1011536. {{استشهاد بدورية محكمة}}: تحقق من التاريخ في: |تاريخ= (help)صيانة الاستشهاد: أسماء متعددة: قائمة المؤلفين (link)
- Tret'iakov SV, Loseva MI, Shpagina LA (1997). "[The characteristics of cardiac diastolic function in myocardiodystrophy in persons subjected to aromatic hydrocarbon exposure]". Terapevticheskiĭ Arkhiv (بالروسية). 69 (1): 47–9. PMID:9163050.{{استشهاد بدورية محكمة}}:  صيانة الاستشهاد: أسماء متعددة: قائمة المؤلفين (link)
- Iakimenko-Vasiutina EA (August-1990). "[The treatment of women with dyshormonal myocardiodystrophy]". Vrachebnoe Delo (بالروسية) (8): 65–7. PMID:2256296. {{استشهاد بدورية محكمة}}: تحقق من التاريخ في: |تاريخ= (help)
- Goncharova EV, Govorin AV (2008). "[Changes in fatty acids content in blood red cells of patients with iron-deficiency anemia treated with sorbifer and mildronate]". Terapevticheskiĭ Arkhiv (بالروسية). 80 (6): 65–8. PMID:18655480.